# 말로로스 헌법
말로로스 헌법(공식적으로 The Political Constitution of 1899, 비공식적으로 Malolos Constitution)은 1899년 제정된 필리핀 제1 공화국의 기본법이다. 펠리페 칼데론 이 로카(Felipe Calderón y Roca)와 펠리페 부엔카미노(Felipe Buencamino)가 말로로스 의회에 아폴리나리오 마비니와 페드로 파테르노가 제안한 법안의 대안으로 제시한 것이 말로로스 헌법이다. 1898년 후반기 긴 장고의 토론 끝에, 1899년 1월 21일 법제화되었다.

## 역사
300년 이상 걸친 스페인의 통치로, 필리핀은 누에바에스파냐 부왕령이 다스리는 작은 해외 정부에서 현대적 요소를 갖춘 땅으로 발전했다. 19세기 스페인어를 쓰는 중산층은 자유주의를 포함한 유럽적인 사고에 젖어 있었으며, 스페인이나 유럽의 다른 국가에서 교육을 받았다.
1890년대, 안드레스 보니파시오의 주도로 스페인으로부터 독립하고자 하는 비밀 사교 조직, 카티푸난(또는 KKK)이 만들어졌다. KKK가 스페인 당국에 발각되었을 때, 1896년 보니파시오는 필리핀 혁명을 시작하게 한 발린타왁 외침(Cry of Balintawak)이라는 성명서를 냈다. 혁명군은 비악-나-바토 (Biak-na-Bato 혹은 Biyak-na-Bato)라고 불리는 정부 기능을 할 수 있는 조직체를 만들었다.

## 같이 보기
- 입헌주의
- 필리핀의 헌법